# Oncocephala atripennis
Oncocephala atripennis es una especie de insecto coleóptero de la familia Chrysomelidae.
Fue descrita científicamente en 1935 por Pic.